# Matanzas (rivière)
Matanzas est une rivière de Floride, passant par la ville de Saint Augustine.
Son nom, qui signifie tuerie en Espagnol, provient du massacre de dizaines de Français de la flotte de Jean Ribault, qui avaient attaqué Fort Caroline.